# Maurits Ernest Houck
Maurits Ernest (M.E.) Houck (Deventer, 8 oktober 1858 – Amersfoort, 7 juni 1939) was een Deventer streekhistoricus en oprichter en eerste directeur van Museum De Waag.

## Biografie
Houck werd in Deventer geboren als zoon van Wilhelm Conraed Houck, eerste luitenant der artillerie, en Judith Elisabeth Gerhardina IJssel de Schepper; de kunstverzamelaar en naamgenoot Maurits Ernest Houck (1790-1861) was zijn grootvader. Houck studeerde aan de Leidse Universiteit, waar hij in 1894 promoveerde in de letteren en wijsbegeerte. Ondertussen was hij al werkzaam als leraar en conrector aan het progymnasium in Harderwijk, en vervolgens als leraar klassieke talen (1886-1923) en conrector (1917-1923) aan het gymnasium in Deventer. In 1887 trouwde hij in Deventer met Alida Vitringa, met wie hij vier kinderen kreeg.
Houck wordt als een belangrijk persoon beschouwd in de geschiedschrijving en het archiefonderzoek van Deventer. Op basis van bijzondere vondsten schreef hij diverse, met name kleine, artikelen in (regionale) tijdschriften en kranten, waaronder in Eigen Haard en Deventer Dagblad. Zijn boekje Gids voor Deventer en omstreken (1890, 3e druk in 1901) wordt nog steeds als betrouwbaar naslagwerk gebruikt. Ook hield hij zich bezig met de genealogie van vooraanstaande families uit Deventer en omgeving. Zijn belangrijkste publicatie op dit gebied is een 524 pagina's tellend werk dat de families van Overijsselse schilders uit de 17e eeuw behandelt, Mededeelingen betreffende Gerhard ter Borch, Robert van Voerst, Pieter van Anraedt, Aleijda Wolfsen, Derck Hardensteijn en Henrick ter Bruggen benevens aanteekeningen omtrent hunne familieleden (Zwolle: Tijl, 1899).
Vanaf 1895 was Houck conservator van het "Kabinet van Zeldzaamheden" in het Landshuis. Hij zette zich met succes in voor de oprichting van een stedelijk museum waar de collectie onderdeel van uit ging maken: in 1915 opende in het waaggebouw aan de Brink het Museum De Waag. Houck nam de (destijds onbetaalde) functie van directeur op zich en wist het museum steeds verder uit te breiden. Als "boas van de Waoge" (baas van de Waag) publiceerde hij in het Deventer Dagblad artikelen in het dialect waarin hij Deventenaren aanspoorde om stukken af te dragen aan het museum. In 1924 werd hij benoemd tot ridder in de Orde van Oranje-Nassau. Bij het 25-jarig jubileum van het museum in 1938 kreeg Houck de zilveren erepenning van de stad uitgereikt.
Houck was verder medeoprichter, bestuurslid en erelid van de sportvereniging Utile Dulci, bestuurslid (1896-1905) van de Vereeniging tot beoefening van Overijsselsch Regt en Geschiedenis en bestuurslid van het Burgerweeshuis en Kinderhuis.
Maurits Ernest Houck werd in 1930 op doek vastgelegd door Han van Meegeren. Hij overleed in 1939 onverwachts toen hij zijn dochter en haar gezin in Amersfoort bezocht.